# Crassisporiaceae
Crassisporiaceae Vizzini, Consiglio & M. Marchett – rodzina grzybów znajdująca się w rzędzie pieczarkowców (Agaricales).

## Systematyka
Pozycja w klasyfikacji według Index Fungorum: Agaricales, Agaricomycetidae, Agaricomycetes, Agaricomycotina, Basidiomycota, Fungi.
Według aktualizowanej klasyfikacji Index Fungorum bazującej na Dictionary of the Fungi do rodziny tej należą rodzaje:
- Crassisporium Matheny, P.-A. Moreau & Vizzini 2014
- Romagnesiella Contu, Matheny, P.-A. Moreau, Vizzini & A. de Haan 2014[2].